# Cratere Milton
Milton è un cratere da impatto sulla superficie di Mercurio.
Il cratere è dedicato allo scrittore inglese John Milton.